# Malecón Simón Bolívar
Malecón Simón Bolívar, ubicado en la ciudad de Guayaquil, junto al río Guayas, es el nombre histórico del malecón más antiguo de la ciudad. El proyecto de regeneración urbana del Malecón Simón Bolívar de finales de los 1990 se llamó Malecón 2000 lo que ha hecho que en ocasiones se llame al Malecón Simón Bolívar con el nombre de su proyecto de reconstrucción.
El gobierno local de los 1990 tomó la iniciativa de revitalizar y rescatar del deteriorado centro comercial y bancario de la ciudad. En una extensión de 2.5 km de concreto con áreas verdes y grandes monumentos de la historia de Guayaquil, como el Hemiciclo de la Rotonda, Palacio de Cristal, MAAC, jardines, fuentes, centro comercial, restaurantes, bares, patios de comida, el primer cine IMAX de Sudamérica, así como muelles, desde donde se puede abordar embarcaciones para realizar paseos diurnos y nocturnos por el río Guayas y miradores entre otras atracciones.
Constituye una de las más grandes obras emprendidas por la ciudad de Guayaquil y considerada modelo a nivel mundial, además de haber sido declarado 'espacio público saludable' por la Organización Panamericana de la Salud/Organización Mundial de la Salud (OPS/OMS).
El Malecón Simón Bolívar representa la esencia de Guayaquil, pues este lugar marcó el origen de la ciudad: aquí arribaban los visitantes al Ecuador durante la época colonial; aquí se ubicaban los embarcaderos donde desembarcaban los bienes que alimentaban a la ciudad y a la nación; desde este punto se extendió el progreso urbano y desempeñó un rol fundamental en su evolución y enriquecimiento estético.
Para asegurar su mantenimiento, el gobierno local promovió la creación de la Fundación Malecón 2000, una entidad de derecho privado presidida por el alcalde de la ciudad y compuesta por diversas instituciones tanto públicas como privadas.

## Historia
El Malecón Simón Bolívar es parte de la historia de Guayaquil. La ciudad construida sobre un territorio de difíciles características por las condiciones adversas que presentaba, fue considerado como una aventura su realización para los habitantes de aquel entonces.
Su historia data desde antes de 1820, cuando se llamaba Calle de la Orilla. Para 1845 tenía una milla y media de largo con asientos de listones de madera y con lámparas de hierro fundido para iluminarlo. En 1906 el Cabildo construyó su muro de contención, entre el barrio Las Peñas y la calle Colón, donde se ubicaba el desaparecido Mercado de La Orilla. 
Tradicionalmente, era la primera imagen de la ciudad a los viajeros que llegaban en barco, pues en aquella época la vía fluvial era la mayor vía de comunicación. Las modificaciones de 1920 toman como modelo el "lungomare" de algunas ciudades italianas. Inicialmente el sector comprendido entre las calles Aguirre y Junín, se llamó paseo de las Colonias Extranjeras, merced de una Ordenanza Municipal de 1931. Luego su nombre cambió al de Malecón Simón Bolívar y en el año 1999 fue uno de los lugares más visitado.

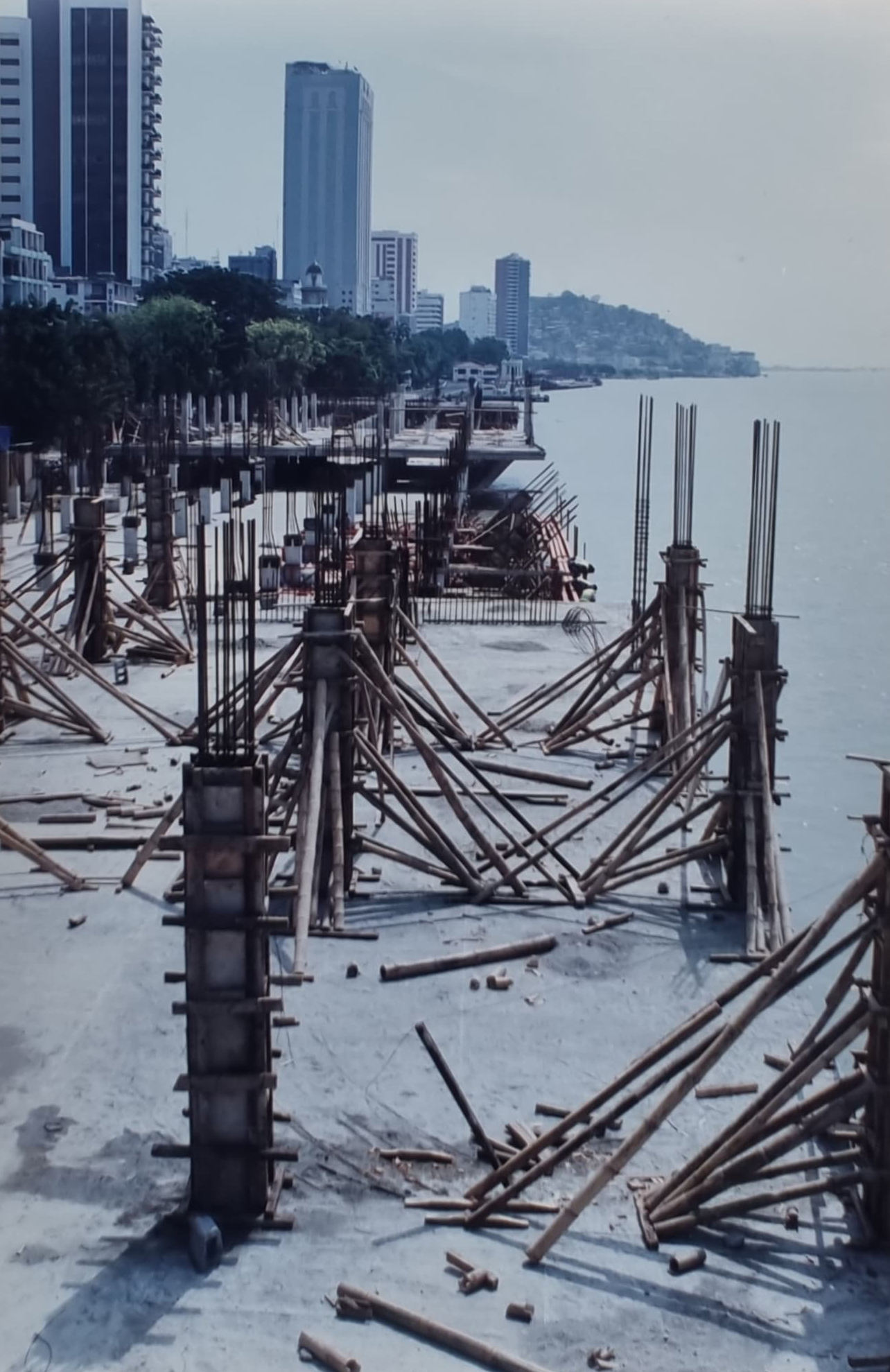
Construcción del nuevo malecón que inició en 1998 y se inauguraría en el año 2000.

A partir de 1999, la remodelación del Malecón Simón Bolívar,  iniciada en la administración del alcalde León Febres-Cordero Ribadeneyra, expresidente de la República del Ecuador, tuvo como finalidad desde el principio de su concepción, la revalorización del casco comercial de la ciudad de Guayaquil, creando espacios que propiciaran la regeneración urbana, propósito que se ha cumplido gracias a la decisión de sus Líderes, tanto del sector público como privado, que creyeron en la factibilidad de lo que ahora es una gran realidad que recibe la visita de connacionales y extranjeros que admiran y disfrutan de la seguridad y belleza que confiere uno de los lugares más visitados de la ciudad con un aproximado de 95 millones de visitas desde la inauguración de la primera etapa en octubre de 1999 su presidente actual el abogado Jaime Nebot Saadi, alcalde de la ciudad, que con decisión ha logrado culminar esta obra que enorgullece a todos los ecuatorianos y es un referente de Guayaquil.
Después de varios intentos de reconstruir el Malecón para revitalizar su deteriorada situación urbana, en 1996 se iniciaron las labores para recuperar el frente fluvial, culminando en el proyecto Malecón 2000. Este proyecto consistió en la creación de un paseo a lo largo del río Guayas y la implementación de una ruta turística que abarca el Malecón y el cerro Santa Ana.  En 1998, el inicio de las obras del Malecón 2000 marcó el inicio de una importante fase de recuperación de varios monumentos históricos de la ciudad. Entre los más destacados se encuentran La Rotonda, La Torre Morisca y el Mercado del Sur.
El Malecón Simón Bolívar es un lugar público en el que el visitante puede realizar múltiples actividades sólo o en familia, es un circuito turístico que conjuga la arquitectura moderna con los legados históricos, la naturaleza y el marco romántico natural que proporciona el río Guayas le han permitido al ciudadano común apropiarse de cada espacio que lo forma y por ende cuidarlo y enseñar a los demás que el Malecón 2000 pertenece a la ciudad.
El Malecón es un pilar histórico de la ciudad, ya que desde él se expandió su crecimiento y a los inicios de la urbe tuvo un importante papel en su desarrollo y embellecimiento. Luego, en una época, por imprudencias del destino estuvo desligado de Guayaquil; pero siendo lo que fue, se rescató y renovó, dándole un nuevo brillo a la ciudad.
es una de las obras más hermosas de Guayaquil. 
Ahora es un honor para los guayaquileños poder disfrutar de los colores del Malecón y desde él, los de la ría. El Malecón Simón Bolívar ha vuelto a ser el corazón de la ciudad y quiere compartir con todos sus huéspedes la maravilla de su paisaje. No se puede dejar de visitar Guayaquil sin conocerlo por primera vez o nuevamente.
Está dividido en sectores, los mismos que muestran la variedad de las grandezas de Guayaquil, cada uno de ellos con un color diferente. Así en su comienzo muestra la diversidad de banderas del Ecuador con un colorido contrastante, para que el “Palacio de Cristal” que muestre con sencillez su imponente mirada.

## Áreas de juegos infantiles y recreación

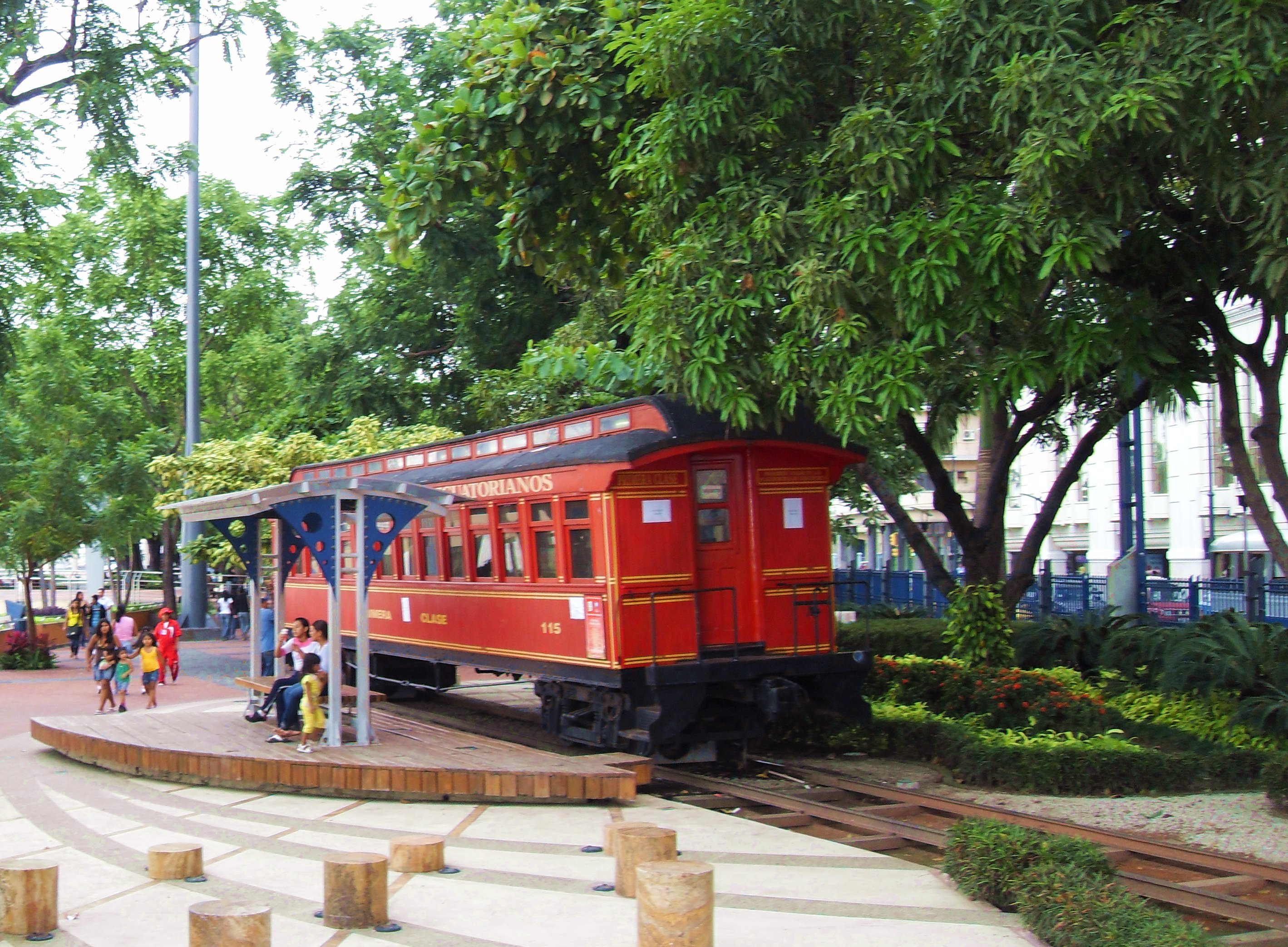
Área de Recreación.

Esta zona fue creada para el esparcimiento de los habitantes de la zona, pero puede ser disfrutado por visitantes de cualquier región. En ella se encuentra entretenimiento para todos, con juegos para niños, áreas de descanso, ejercicio y restaurantes y bares. 
En la zona de recreación de infantes, existe un conjunto de circuitos lúdicos para los más pequeños que visitan el Malecón Simón Bolívar acompañados de sus padres, entre ellos la plaza del Vagón y sitios de descanso bajo la sombra de árboles que se han conservado del malecón anterior. 
El área de juegos cuenta con una torre mirador, tobogán, resbaladeras, puentes colgantes, hamacas, carruseles y demás juegos que incentivan a los niños a divertirse sanamente en un lugar tranquilo y seguro. Se ha diseñado además una pista de patinaje.
El área de comida tiene dos edificaciones: la primera contiene en su planta superior un establecimiento de comidas rápidas y en su planta baja servicios higiénicos generales para el público que visita el área, la segunda edificación es el bar restaurante.
La zona de ejercicios está dotada de equipos para aeróbicos y ejercicios al aire libre y es lugar de reunión de personas que desde muy temprano trotan todos los días en el Malecón Simón Bolívar.
Entre las actividades que se pueden realizar en el Malecón Simón Bolívar. 
- Parques de diversión safari.
- Cinemamalecón.
- Diversión acuática.
- Museo miniatura.
- Juegos infantiles.
- Experiencias y paseos.

## Jardines del Malecón

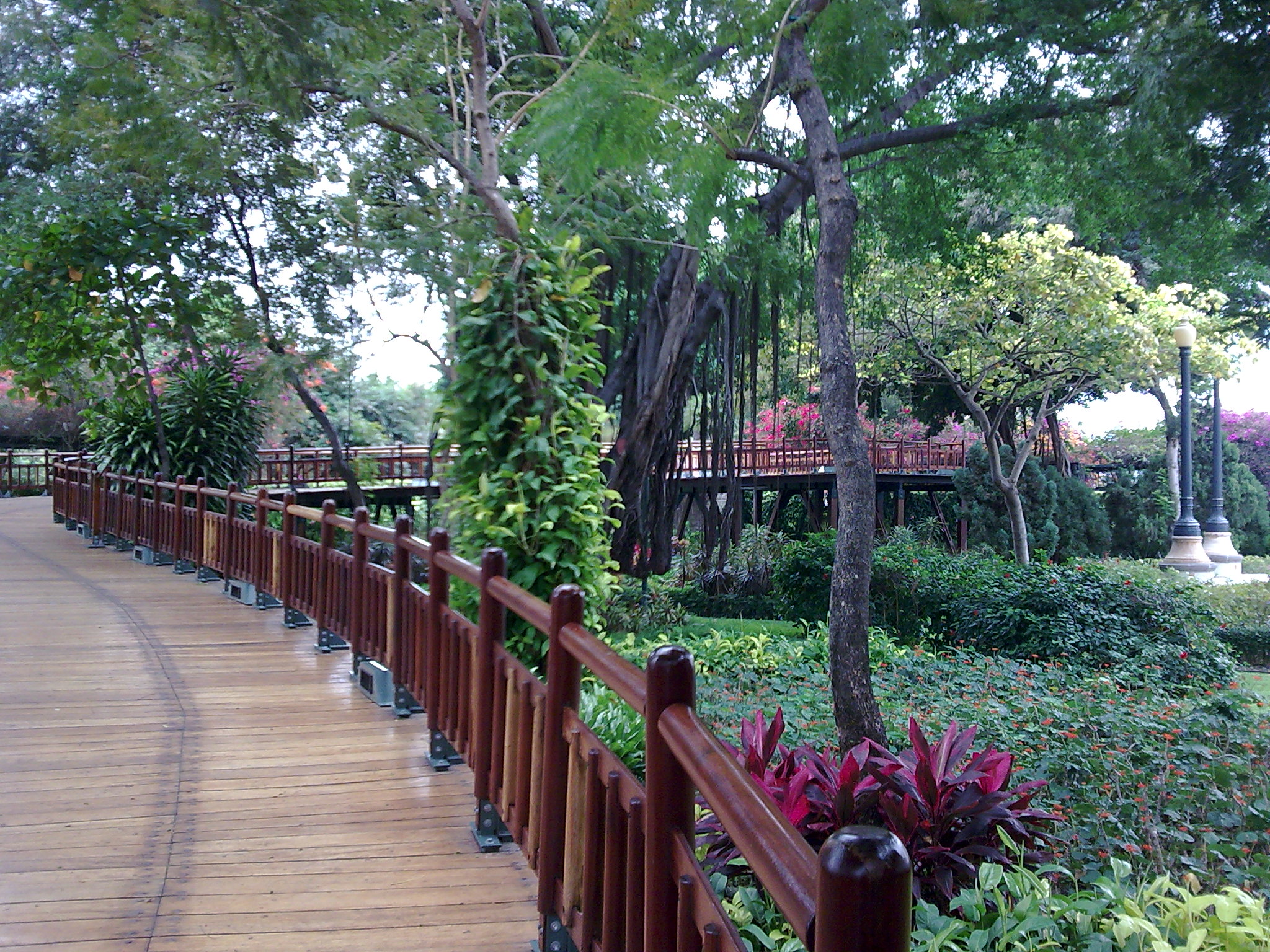
Jardines del Malecón.

Este tramo del Malecón Simón Bolívar es sin duda uno de los más hermosos y coloridos, porque además de contar con plazas y plazoletas creadas para complementar la belleza que confiere la naturaleza, puede conocer la diversidad de más de 350 especies vegetales nativas y las que han sido introducidas al país. 
En este lugar se encuentra el Pabellón de los Donantes que es un reconocimiento a las donaciones voluntarias recibidas para llevar a cabo esta obra. De acuerdo al orden de sucesión en que éstas fueron hechas se puede ubicar el nombre de los aproximadamente 48.400 donantes naturales y jurídicos por medio de un sistema computarizado que ubica la placa y el número de fila en que se encuentra el donante. El pabellón está iluminado para dar realce a las 32 placas de vidrio templado en que se encuentran tallados los nombres. Como fondo de éste inigualable regalo, esta el Cerro Santa Ana con su renovado colorido. 
Junto al Pabellón, el Teatro IMAX-Malecón , que es el primero de este tipo en Sudamérica. Un domo con la más alta tecnología en proyección de películas de gran formato, exclusiva de IMAX Corporation, captando la atención de grandes y chicos que visitan el Malecón Simón Bolívar ávidos de vivir la Experiencia IMAX, en sus 185 butacas con un sistema de audio y vídeo de alta definición.

## Monumentos
A lo largo de los 2,5 kilómetros que abarca el Malecón Simón Bolívar, se distribuyen más de 60 esculturas y monumentos que forman parte esencial de la historia de la ciudad, estatuas de expresidentes y distinguidos ciudadanos, así como obras de arte.
- Abel Romeo Castillo.
- Hemiciclo de la Rotonda. (que conmemora el histórico encuentro entre Bolívar y San Martín)
- Obelisco del 9 de Octubre.
- Monumento León Febres Cordero.
- Vicente Lecuna.
- Bartolomé Salom.
- Carlos Alberto Arroyo del Río.
- José Joaquín de Olmedo.
- Tributo a la Aurora Gloriosa
- El Fauno y la Bacante, en los Jardines del Malecón.
- Jabalí, obsequio de la Colonia China a la ciudad.
- Corazón de Jesús
- Abel Romeo Castillo
- Busto Morán Valverde
- Busto Capitán Arturo Prat Chacón
- Pedro Franco Dávila
- El Pabellón de los Donantes

En la Plaza Cívica, galería de los presidentes guayaquileños: 
- Juan de Dios Martínez Mera
- Alfredo Baquerizo Moreno.
- Otto Arosemena Gómez
- Carlos Julio Arosemena Monroy

Galería de los ciudadanos ilustres:
- Pedro Franco Dávila
- José de Antepara
- José Joaquín de Olmedo
- Vicente Rocafuerte
- Pedro Carbo Noboa
- Francisco Campos Coello
- Francisco García Avilés
- Medardo Ángel Silva
- Camilo Destruge Illingworth
- María Josefa Rodríguez de Bejarano
- Baltazar Calderón de Rocafuerte
- Ana Garaicoa de Villamil
- Ana Villamil Icaza
- Rosa Borja de Icaza
- Rita Lecumberri
- Dolores Sucre
- Amarilis Fuentes Alcívar
- Piedad Castillo de Levi
- Monseñor Francisco Xavier de Garaycoa Llaguno
- Monseñor Luis de Tola y Avilés
- Aurora Benítez y Santiesteban
- Luis Fernando Vivero
- José A. Campos Maigón
- Francisco Campos Rivadeneira
- Alfredo Valenzuela Valverde
- Leopoldo Izquieta Pérez
- José Mascote
- Eduardo Arosemena Merino
- Juan M. Martínez Coello
- Francisco Claudio Roca

## Concurrencia
El Malecón Simón Bolívar es el sitio más visitado de Guayaquil, con un promedio de 1,6 millones de personas al mes, cifra que llega a los 3,4 millones en época de fiestas patronales.